# The Strong Man
The Strong Man es una película muda, del género comedia, realizada en Estados Unidos en el año 1926. Protagonizada por Harry Langdon y dirigida por Frank Capra.
Esta comedia es junto a Tramp, tramp, tramp, la más conocida de Langdon. Capra también dirigió el siguiente trabajo de Langdon, Long Pants (1927). Sería su última colaboración.

## Argumento

The Strog Man está preservada en el archivo de la Biblioteca del Congreso.

Paul Bergot (Harry Langdon) es un inmigrante belga en los Estados Unidos. Se enamora de Mary Brown (Priscilla Bonner), una mujer ciega. Se hacen amigos por carta cuando él lucha en Europa durante la Primera Guerra Mundial. Mary nunca le envió a Paul una foto suya.
Paul busca a Mary. A cada mujer que se encuentra le pregunta si es Mary Brown. Por accidente salva a la ciudad de sinvergüenzas y contrabandistas.

## Reparto
- Harry Langdon – Paul Bergot
- Priscilla Bonner – Mar Brown
- Gertrude Astor – Lily de Broadway
- Liamos V. Mong – Holy Joe
- Robert McKim – Mike McDevitt
- Arthur Thalasso – Zandow el grande